# Elecciones generales de Israel de 1996
Las elecciones generales se celebraron en Israel el 29 de mayo de 1996. Por primera vez, el primer ministro fue elegido en una papeleta separada de los miembros restantes del Knesset.
Las elecciones de 1996 resultaron en una victoria sorpresa para Netanyahu por un margen de 29,457 votos, menos del 1% del número total de votos emitidos, y mucho más pequeño que el número de votos estropeados. Esto ocurrió después de que las encuestas iniciales de salida predijeran una victoria de Peres, engendrando la frase "se fue a dormir con Peres, se despertó con Netanyahu". Esta elección fue la cuarta y última derrota electoral de Peres.

## Antecedentes
El 13 de septiembre de 1993, Israel y la Organización de Liberación de Palestina (OLP) firmaron los Acuerdos de Oslo (una Declaración de Principios) sobre el jardín sur de la Casa Blanca. Los principios establecieron objetivos relacionados con una transferencia de autoridad de Israel a una autoridad palestina interina, como preludio de un tratado final que establece un estado palestino.
El 25 de julio de 1994, Jordania e Israel firmaron la Declaración de Washington, que puso fin al estado de guerra que había existido entre ellos desde 1948 y, el 26 de octubre es firmado el Tratado de paz jordano-israelí, presenciado por el presidente estadounidense Bill Clinton.
El primer ministro Yitzhak Rabin y el presidente de la OLP, Yasser Arafat, firmaron el Acuerdo Interino entre Israel y Palestina sobre Cisjordania y la Franja de Gaza el 28 de septiembre de 1995, en Washington. El acuerdo permitió que los líderes de la OLP se trasladaran a los territorios ocupados y otorgaron autonomía a los palestinos con conversaciones a seguir con respecto al estado final. A cambio, los palestinos prometieron abstenerse del uso del terror y cambiaron el Pacto Nacional Palestino, que había pedido la expulsión de todos los judíos que emigraron después de 1917 y la eliminación de Israel.
Las tensiones en Israel derivadas de la continuación del terrorismo llevaron al asesinato del primer ministro Rabin por un radical judío de derecha el 4 de noviembre de 1995 durante el final de un mitin en apoyo de los acuerdos de Oslo celebrados en el centro de Tel Aviv. El asesino, Yigal Amir, era estudiante de derecho en la Universidad Bar-Ilan, creía que los Acuerdos de Oslo eran una amenaza existencial para Israel y esperaba que al asesinar a Rabin evitaría la implementación de los Acuerdos de Oslo. El asesinato de Rabin fue un shock para el público israelí. Aproximadamente 80 jefes de Estado asisten al funeral de Rabin en Jerusalén.

## Campaña
Después de tomar el relevo de Yitzhak Rabin tras su asesinato, Peres decidió convocar elecciones anticipadas para otorgar al gobierno un mandato para avanzar en el proceso de paz.
La campaña de Netanyahu fue ayudada por el magnate australiano de la minería Joseph Gutnick, quien donó más de $ 1 millón al Likud.
Sin embargo, el laborismo y Peres estuvieron cómodamente adelante en las encuestas a principios de 1996, con una ventaja del 20%. Sin embargo, el país se vio afectado por una serie de ataques suicidas por parte de Hamás, entre ellos la masacre del autobús de Jerusalén 18 y otros ataques en Ashkelon y el Centro Dizengoff, que mataron a 59 personas y dañaron gravemente las posibilidades de elección de Peres. Las encuestas realizadas a mediados de mayo mostraron a Peres adelante con solo un 4-6%, mientras que dos días antes de la elección su ventaja se redujo a un 2%.
Varios de los principales rabinos ultraortodoxos, incluido Elazar Shach, pidieron a sus seguidores que votaran por Netanyahu, mientras que Leah Rabin, la viuda de Itzjak, pidió a los israelíes que votaran por Peres para que la muerte de su marido "no fuera en vano". Netanyahu también advirtió que una victoria de Peres llevaría a la división de Jerusalén en un acuerdo de paz final con los palestinos.

## Resultados

### Primer ministro
|  | 50.5 % |

|  | 49.5 % |

|  | 95.24 % |

|  | 4.76 % |

|  | 79.36 % |

|  | 20.64 % |

### Knéset
|  | 26.8 % |

|  | 25.1 % |

|  | 8.5 % |

|  | 7.9 % |

|  | 7.4 % |

|  | 5.7 % |

|  | 4.2 % |

|  | 3.2 % |

|  | 3.2 % |

|  | 2.9 % |

|  | 2.4 % |

|  | 0.7 % |

|  | 0.5 % |

|  | 0.5 % |

|  | 0.4 % |

|  | 0.2 % |

|  | 0.1 % |

|  | 0.1 % |

|  | 0.1 % |

|  | 0.0 % |

|  | 97.8 % |

|  | 2.2 % |

|  | 100.00 % |

|  | 79.3 % |

1: Unión de Likud, Guesher y Tzomet. Para la variante de escaños se tomó la unión de los 3 partidos en las elecciones de 1992.

## Gobierno
A pesar del trauma nacional que causó el asesinato de Rabin, y aunque muchos culparon en ese momento a los líderes de la derecha política israelí por la incitación que precedió al asesinato, debido a la serie de atentados suicidas llevados a cabo en Israel, y debido a los fallidos militares. La operación "Uvas de la ira" realizada en el Líbano que causó muchas víctimas entre los civiles libaneses, se produjo un cambio significativo en la posición de los votantes israelíes que resultó en un 50.5% de los votantes que apoyaron a Netanyahu el día de las elecciones. Un número significativo de árabes israelíes boicotearon las elecciones en medio de las crecientes bajas libanesas, lo que se convirtió en una ventaja para Netanyahu, ya que la gran mayoría de árabes habría apoyado a Peres pero se negó a votar. Además, la campaña intensiva llevada a cabo por Netanyahu contra la campaña fallida de Shimon Peres, así como el apoyo que Netanyahu obtuvo en el último momento del movimiento Chabad, estuvieron a favor de Netanyahu.
A pesar de ganar la elección para primer ministro, el Likud de Netanyahu (en una alianza con Gesher y Tzomet) perdió las elecciones de la Knesset, ganando solo 32 escaños en comparación con los 34 de HaAvodá.
El objetivo de fortalecer la posición del primer ministro al tener elecciones separadas también fue un fracaso, ya que las elecciones hicieron que los dos partidos principales perdieran alrededor de diez escaños en comparación con las elecciones de 1992 (Likud tenía solo 24 de los 32 escaños que ganó en su alianza). Muchos dieron sus votos de la Knesset a partidos más pequeños; El Partido Laborista recibió 818,570 votos a favor de los 1.47 millones de Peres (49,5%), mientras que la alianza Likud-Gesher-Tzomet logró incluso menos: 767.178 en comparación con 1.50 millones para Netanyahu (50,5%).
Con solo 32 escaños, la alianza Likud-Gesher-Tzomet era, en ese momento, la facción más pequeña para dirigir un gobierno en la historia política israelí (el mínimo anterior había sido los 40 escaños de Mapai en las elecciones de 1955; desde entonces, las elecciones de 2006 vieron Kadima emerge como el partido más grande con solo 29 escaños, y la elección de 2009 fue ganada por Kadima con 28 escaños, pero Likud con 27 formó el gobierno). Esto significaba que Netanyahu tenía que formar una coalición con varios partidos más pequeños, incluidos los partidos ultraortodoxos Shas y Judaísmo Unido de la Torá, cuyas políticas financieras (generosas prestaciones infantiles y fondos estatales para actividades religiosas) estaban en oposición directa a su perspectiva capitalista. Junto a su alianza Likud-Gesher-Tzomet, Netanyahu formó una coalición con Shas, el Partido Nacional Religioso, Israel BaAliyah, Judaísmo Unido de la Torá y Tercer Camino, con 18 ministros.
Gesher se separó de la alianza con Likud y dejó la coalición de gobierno en enero de 1998.
Netanyahu enfrentó varios problemas; la izquierda argumentó que el proceso de paz avanzaba demasiado lentamente, pero la firma del Acuerdo de Hebrón y el memorando de Wye River también le causaron problemas con la derecha.
Finalmente, los problemas para aprobar el presupuesto estatal para 1999 llevaron a elecciones anticipadas para la convocatoria de la Knesset y del primer ministro, que se celebraron en mayo de 1999.